# Lathrolestes citrofrontalis
Lathrolestes citrofrontalis là một loài tò vò trong họ Ichneumonidae.